# Anostirus gabilloti
Anostirus gabilloti là một loài bọ cánh cứng trong họ Elateridae. Loài này được Pic mô tả khoa học năm 1907.